# 卵形硬蜱
卵形硬蜱（学名：Ixodes ovatus）为硬蜱科硬蜱屬下的一个种。其种加词“ovatus”意为“卵形的”。